# Илия Трифоновски
Илия Иванов Вельов Трифоновски е български просветен деец и революционер, деец на Вътрешната македоно-одринска революционна организация.

## Биография
Трифоновски е роден на 13 април 1870 година в реканското село Лазарополе. Завършва основно образование в София и след това втори клас в Софийската мъжка гимназия. Дългогодишен български екзархийски учител е в родното си село, в което служи от 1889/1900 до 1905/1906 учебна година с прекъсване през 1900/1901 година, тъй като лежи 1 година в затвора за революционна дейност. От 1906/1907 година до 1911/1912 година е български учител в Гари.
По време на Първата световна война е назначен за общински кмет в село Партеш, Гнилянска околия, а по-късно в село Скорица, Ръжанска околия в Поморавието. Убит е от сръбски четници през октомври 1918 година, след оттеглявено на българските войски.
На 25 март 1943 година вдовицата му Илина Илиева Иванова, на 60 години, родена в Лазарополе и жителка на Скопие, подава молба за българска народна пенсия. В молбата си тя пише, че Трифоновски „българин, от български произход, винаги както той, така също и децата му са работили и милеели за преуспеването на България.“ Молбата е одобрена и пенсията е отпусната от Министерския съвет на Царство България.